# Melso
Melso – wieś w Estonii, w prowincji Võru, w gminie Meremäe.